# Хурзарин
Хурзӕрин (Заря) — крупнейшая и старейшая общественно-политическая газета на осетинском языке, издаваемая в Южной Осетии. Выходит 5 раз в неделю. Тираж — 1700 экземпляров.
В газете освещаются общественные, экономические и политические аспекты жизни Южной Осетии. Публикуются материалы по языку и культуре осетин.
Газета выходит с 1 января 1924 года под названием «Хурзӕрин». В 1932 году переименована в «Коммунист», а в 1957 — в «Советон Ирыстон» (Советская Осетия). В 1975 году тираж составлял 13 тыс. экземпляров.
7 февраля 1974 года газета награждена орденом «Знак Почёта» за плодотворную работу по коммунистическому воспитанию трудящихся Юго-Осетинской автономной области, мобилизации их на выполнение задач хозяйственного и культурного строительства.
После принятия акта о независимости Республике в 1992 года, газета получила вновь своё историческое название «Хурзӕрин».
В 2011 году у газеты появился сайт, так же в 2014 году появилась новая версия адреса сайта.
В 2014 году газета награждена югоосетинским орденом Почёта за большие заслуги в деле пропаганды внутренней и внешней политики Республики Южная Осетия, информационном обеспечении населения и в связи с 90-летием со дня издания
В 2024 году газета удостоена Государственной премии имени Коста Хетагурова за многолетнюю работу, направленную на популяризацию имени и сохранение наследия Коста Хетагурова, и в связи со 100-летием со дня выхода в свет первого номера.